# Ocrepeira serrallesi
Ocrepeira serrallesi là một loài nhện trong họ Araneidae.
Loài này thuộc chi Ocrepeira. Ocrepeira serrallesi được Elizabeth Bangs Bryant miêu tả năm 1947.